# Igreja de São Pedro (Headon-cum-Upton)

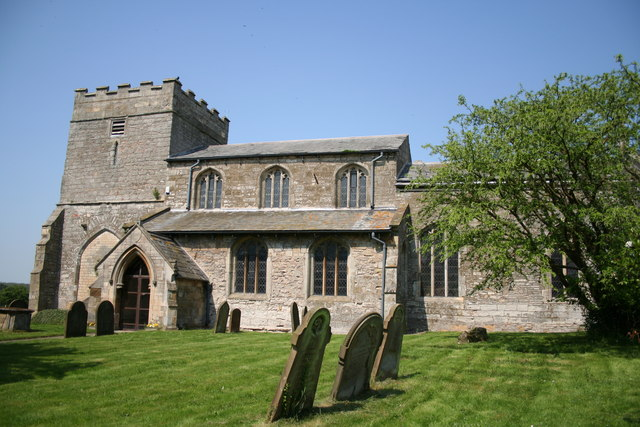
Igreja de São Pedro, Headon, Notts. Uma torre baixa do início do inglês e arcadas contemporâneas, o resto perpendicular com uma reconstrução em 1885 por G.Somers Clarke júnior.

A Igreja de São Pedro é uma igreja paroquial na Igreja da Inglaterra em Headon, Nottinghamshire.
A igreja está listada como Grau I pelo Departamento de Cultura, Mídia e Desportos como um edifício de notável interesse arquitectónico ou histórico.

## História
A igreja medieval e data do século XII, contudo grande parte dela data do século XIV.